# Yefímok
Yefímok (en ruso: ефи́мок) fue la designación rusa para el tálero de plata de Europa occidental que se usó hasta mediados del siglo XVIII. Debe su nombre al joachimstaler, una moneda elaborada en Joachimstal con una imagen de San Joaquín en plata que hizo de esa moneda un referente en Europa. Con anterioridad a 1654 los yefímok eran una fuente de plata de alta resistencia para la producción de kópeks rusos. A partir de ese año, los yefímok comenzaron a llevar imágenes del zar y el escudo del Estado. Esta moneda de 28 gramos fue la primera con valor nominal de un rublo en Rusia. Al año siguiente se intentó contramarcar con dos cuños, de modo que estos yefímok con cuño se convirtieron en un medio de pago legítimo.
En 1798, durante el reinado del zar Pablo I se emitieron varias monedas de prueba con la inscripción YEFÍMOK. Fue un intento de producir una moneda que pudiera circular libremente por los mercados de Europa occidental.

## Origen del nombre
Entre 1510 y 1512 se descubrieron ricos yacimientos de plata en la región de los Montes Metálicos del noreste de Bohemia. Por orden del gobernante local Stephan Schlick, en 1516 se fundó el asentamiento minero, llamado Tal, del alemán Tal - Valle. El año siguiente, la localidad que se puso bajo la protección del patrón de los mineros, San Joaquín, recibió el nombre de Joachimstal.
En 1518, el barón Schlik recibió una regalía de moneda (derecho a acuñar su propia moneda) del rey Luis de Bohemia y Hungría. Ese mismo año se emitieron alrededor de 61,5 grandes monedas de plata de tipo gulden, y su acuñación se volvió regular. La producción de estas monedas se incrementó de 92.416 táleros en 1519 a 208.593 táleros en 1527, las monedas pesaban entre 29,25 y 29,5 g y contenían aproximadamente 27,2 g de plata pura. Estas monedas también tenían un diseño característico. El anverso contenía una imagen de San Joaquín y en el reverso un león heráldico y el título de rey Luis.
Según los estándares medievales, la circulación de nuevos gulden fue enorme. Hasta 1545, más de 3 millones de ejemplares de joachimstalers habían sido sacados de la plata de las minas de Joachimstal. Esto no sólo generó grandes ingresos a la familia Schlik, sino que también dio lugar a la proliferación de esas monedas por toda Alemania, Bohemia y Hungría, así como fuera de esta región. El gran número de cuñas características ha dado lugar a que se les llame joachimstalers o tálers. Más tarde, el nombre se hizo extensivo a todos los tipos de gulden. En otros países se transformó en dólar, dálder, daldre, dáler, tallero, talari, tólar, etc.
En Rusia se basó no en la segunda, sino en la primera parte de la palabra. En consecuencia, las grandes monedas de plata que entraban de Europa a Rusia se llamaron "yefimok" (plural yefimki - ефимки). La palabra "yefimok" se refería a todas las monedas de tálero con una parte de plata de entre 28 y 32 gramos, pero en algunos de sus tipos había nombres especiales. Por ejemplo, a los táleros de la ciudad de Lübeck y similares se llamaban lubski yefimki; los rijksdaalders neerlandeses se llamaban novi lubski yefimki; los patagones con cruz de Borgoña neerlandeses eran llamados krizhovy o rialskie; los dáler suecos, algunos de los cuales mostraban a un rey con la cabeza descubierta, pleshivats; y los dáler daneses con la figura del rey y un pie cubierto por un escudo,  edinonogui.

## Conversión del tálero en Rusia antes de 1654
La aparición y difusión de una gran moneda de plata en la primera mitad del siglo XVI en los países de Europa occidental tuvo un efecto significativo en el sistema monetario del Zarato Ruso. Tras la reforma monetaria de 1535, se creó en su territorio un sistema de monedas unificado que admitía sólo kópeks de plata y sus múltiplos (dengá - medio kópek; polushka - un cuarto de kópek). El problema de la gestión del dinero era la falta de minas de plata. La producción de metal noble en Siberia era sólo de unos pocos pud al año, lo que no podía cubrir las necesidades del mercado.
Por tanto, la plata procedía del extranjero en forma de lingotes y monedas de tálero, es decir, yefímok. Al entrar en el Zarato Ruso, los yefimki se convertían en una forma de materia prima para la producción de kópeks locales. La organización del comercio y la elaboración de un sistema de precios de compra de los yefímok hicieron que el comercio de táleros a kópeks fuera mutuamente beneficiosa. El libro de comercio contiene el capítulo "Sobre los yefímok". Un comerciante extranjero tuvo varias oportunidades de traer táleros. Podía entregarlos al Estado por entre 36 y 36,5 kópeks. Al mismo tiempo, podía ejercer el derecho a recibir un cheque libre. Al entregar a la casa de monedas sus rijkstalers completos de 29 g, recibió entre 38 y 38,5 kópeks. La Casa de la Moneda no se mantuvo en pérdida, ya que la venta era a entre 43,5 y 44,5 kópeks. Se prohibió el uso directo de la moneda extranjera en las transacciones comerciales. En el caso de que se encontrara, la moneda debía ser confiscada y el comerciante debía ser multado. Esas restricciones legislativas redujeron el tipo de mercado del yefímok a 33 - 33,5 kópeks en el mercado interno.
Estas proporciones de intercambio de yefímok no eran permanentes. A medida que el kópek nacional se arruinaba, el valor del yefímok aumentaba. Al comienzo de la reforma monetaria de 1655 de Alejo I, el precio de compra del rijkstaler completo era de aproximadamente 50 kópeks.

## Yefímokcon cuño
En 1654 se decidió elaborar un sistema monetario ruso con base en el tálero. En Europa occidental se había establecido una práctica en la que se trata de una pequeña moneda de cambio inferior. Sin embargo, la situación en el Zarato ruso fue inversa. En un primer momento, los táleros comprados a los extranjeros marcaron con imágenes y escritos. Además de los rublos, las cuartas partes de las monedas cortadas se llamaban polipoltina (25 kópeks). Simultáneamente, se inició una acuñación de "yefímoks de cobre" (50 kópeks). Las técnicas usadas en la casa de la moneda de Moscú de la época impidieron la producción masiva de monedas redondas.
Además de la falta de tecnología para las nuevas monedas, hubo otros errores de cálculo. El rijkstaler en distribución en la época contenía aproximadamente 29 g de plata. En la reforma de 1654 fue equiparado a cien kópeks. Sin embargo, los cien kópeks de plata en circulación pesaban entre 46 y 47 g. No era un gran secreto para la población que en la casa de la moneda se pagaban 64 kópeks por un yefímok, mientras que se compraba a los extranjeros por 50. El mercado rechazó un tálero de rublo inferior, por lo que ese mismo año se suspendió su emisión.
Ya en 1655 se introdujo la primera enmienda sustancial. Su esencia era no emitir rublos. El tálero, "apreciado" hasta 64 kópeks, se convirtió en una moneda estatal. Sin embargo, con la admisión a la circulación por se privaría a las arcas del Estado una fuente de ingresos importante, así como se provocaba una fractura en el sistema monetario. Los táleros que entraban en la casa de monedas contaban con dos contramarcas. La contramarca se aplicaba con timbres que se usaban en el lanzamiento de kópeks de plata. Tenía una imagen con una "M" entre las piernas de un caballo. El segundo tipo era un rectángulo con la inscripción "1655".
Otro factor que distorsionó el sistema monetario y dio lugar al fracaso de la reforma monetaria de Alejo I fue la existencia de muchos tipos de táleros. Durante más de un centenar de años se produjeron una gran variedad de monedas de Europa. Esas diferencias varían no sólo en la apariencia, sino también por peso y diámetro. Los rijkstalers mencionados anteriormente fueron los más completos. Los albertustalers contenían 1,33 gramos menos de plata pura que sus similares alemanes y fueron llamados krizhovy yefimki. Por un tiempo se intentó no aceptarlos, y finalmente se acabó pagando por ellos no más de 48 kópeks. Los rijkstalers completos eran escasos y por lo tanto, se acabaron permitiendo oficialmente los krizhovy yefimki. No se dispone de datos sobre la diferencia entre el curso oficial de los efimios y el no oficial, pese a las diferentes cantidades de metal noble. El director de la Escuela Científica Soviética de Numismática y Jefe de Numismática del Museo del Ermitage, Iván Spaski muestra en su catálogo de yefímok la clara falta de control sobre la composición de las monedas.
La contramarcación de los táleros, es decir, la acuñación de los yefímoks con una marca, se llevó a cabo con bastante intensidad, aunque por poco tiempo. Su emisión comenzó en mayo de 1655 y finalizó ese mismo año. En 1659, los yefímok con signos dejaron de ser un medio de pago legítimo. Debieron ser cambiados por monedas de cobre. El impacto económico del rescate fue insignificante. Por ejemplo, se enviaron monedas de plata de Pskov por una suma relativamente pequeña de 1.461 rublos. Finalmente, la emisión incontrolada de dinero en cobre dio lugar a una depreciación considerable y terminó en el motín del cobre de 1662.
La mayoría de los yefímok con marca se dirigieron a las actuales Ucrania y Bielorrusia, puesto que el suministro de las tropas durante la extenuante guerra entre Rusia y Polonia de 1654 a 1667 exigía una gran cantidad de monedas completas. Allí, los yefímok con marca entraban en la circulación local. El Estado no se comprometió a imponer restricciones o prohibiciones a los territorios adheridos y en situación de agitación. Además, no se esperaba que los yefímok regresaran a cambio de una moneda de cobre depreciada. Como resultado de ello, la circulación de yefímok en el territorio de la Ucrania moderna continuó hasta principios del siglo XVIII, mientras que para Rusias fue un episodio breve.

## Yefímokde Pablo I
Durante el reino de Pablo I, en 1798 se produjeron algunas monedas de prueba con la inscripción del valor nominal «ЕФИМОКЪ». La emisión no fue realizada como acuñación masiva de monefas para la circulación, pero ejerció cierta influencia en la circulación monetaria del Imperio Ruso, pues es testigo de la preparación de la reforma monetaria.
Coronado zar en 1796, Pablo I anuló una serie de las medidas que acompañaron el gobierno de su madre Catalina la Grande. En particular, cesó la acuñación del rublo de plata con masa de 24 g (18 g de plata pura). En su lugar, en 1796 se comenzaron a producir monedas de 29,25 g (25,39 g de plata pura). Un nuevo rublo era legitimado por el manifiesto especial del 20 de enero de 1797. Estos índices no fueron casuales. La nueva moneda se acercaba al modelo del albertustáler — la mayor moneda de plata difundida en la Europa Occidental de aquel tiempo.
Son posibles dos causas de tal cambio: o Pablo I iba a llevar a cabo la reforma del sistema ruso monetario homologándolo al de Europa occidental, o se trata de una emisión de monedas comerciales para la simplificación de las operaciones de comercio exterior. La empresa fue un fracaso rotundo. Al país no le bastaba la propia plata para el mantenimiento del suministro de moneda de plata en los vastos y enormes espacios del imperio. Tenía que comprar las monedas extranjeras para la fundición. La estimación de precio medio para el más difundido albertustáler era de un rublo y cuarenta kópeks. La compra a tal precio de mercado no suponía un gran problema para el estado.
Para emitir una cantidad suficiente de monedas del nuevo modelo para conseguir la predominancia en la circulación monetaria del estado sería necesario un tiempo considerable. Renunciar al rublo del modelo de 1762-1796 tampoco parecía posible. Había en resumen una situación, en cuanto a la conservación de la tasación anterior del albertustáler a un rublo y 40 kópeks al convertirlas en monedas de valor nominal de rublo, que se distinguían de él sólo en la forma exterior. Era necesario esperar en tales circunstancias a la exportación de las nuevas monedas al extranjero, su reacuñación como albertustáler con la importación ulterior a Rusia y el cambio a la tasa de un rublo y 40 kópeks. Tal operación simple prometía un beneficio del 40 %. Dadas las circunstancias el gobierno de Pablo I por  manifiesto del 3 de octubre de 1797 fue obligado a renunciar a la emisión del rublo idéntico al tálero holandés, e introducir de nuevo el sistema monetario en el que se regresaba al contenido de 18 g de plata pura en un rublo.
La emisión de prueba de monedas de 1798 con valor nominal en yefimki y con la inscripción en el borde «V • ДОСТОИНСТВО • 54 • И • 3 • ЧЕТВЕРТИ • ШТИВЕРА» testimoniaba el hecho de que el gobierno elaboraba planes para hacer equivalente la moneda rusa con la divisa de Países Bajos. Así, a pesar del primer fracaso se planeó la introducción en el mercado interior de una moneda que podría tener libre circulación en los mercados de Europa occidental. Finalmente no se llevó a cabo el proyecto de emisión de yefímok. Tal vez la caída del precio del tálero en Europa occidental y los cambios en el sistema monetario europeo como consecuencia de las reformas de Napoleón y las guerras. La experiencia en la elaboración de monedas de 1.5 rublos no desapareció, posteriormente se utilizaría en la emisión de las monedas ruso-polacas de 1.5 rublos - 10 złotys, así como en las monedas conmemorativas de 1.5 rublos de 1836 y 1839.